# Monsampolo del Tronto
Monsampolo del Tronto település Olaszországban, Marche régióban, Ascoli Piceno megyében. Lakosainak száma 4418 fő (2023. január 1.). Monsampolo del Tronto Acquaviva Picena, Monteprandone, Spinetoli, Castorano, Offida és Controguerra községekkel határos.

## Népesség
A település lakossága az elmúlt években az alábbi módon változott:
| Lakosok száma | 4515 | 4547 | 4418 |
|               | 2017 | 2018 | 2023 |